# Emil Larsen
Emil Larsen (Copenhague, 22 de junho de 1991) é um futebolista profissional dinamarquês que atua como meia, atualmente defende o Lyngby BK.

## Carreira
Emil Larsen fez parte do elenco da Seleção Dinamarquesa de Futebol nas Olimpíadas de 2016, sendo um dos jogadores acima da idade olímpica.